# Patrizia Caraveo
Patrizia Caraveo   (Milà, 8 d'abril de 1954) és una astrofísica italiana.

## Biografia
Patrizia Caraveo es va graduar en Física a la Universitat de Milà l'any 1977. Després d'un període a l'estranger, es va convertir en investigadora de l'Institut de Física Còsmica del CNR de Milà, que més tard es va fusionar amb l'Institut Nacional d'Astrofísica (INAF). Des del 2002 és directora de recerca i director de l'Institut d'Astrofísica Espacial i Física Còsmica de Milà (IASF). Ha col·laborat en diverses missions espacials internacionals dedicades a l'astrofísica d'alta energia començant per la missió europea Cos-B. Col·labora en la missió AGILE de l'Agència Espacial Italiana, la missió INTEGRAL de l'Agència Espacial Europea, i les missions Swift i Fermi de la NASA. És responsable de la participació de l'INAF en el projecte Cherenkov Telescope Array.
El seu principal camp d'interès és el comportament de les estrelles de neutrons a diferents longituds d'ona. Va ser una de les primeres a entendre el paper fonamental de les estrelles de neutrons en l'astrofísica d'alta energia. Durant els anys de recerca sobre la identificació de la font Geminga, reconeguda com el primer púlsar sense emissió de ràdio, va desenvolupar una estratègia de longitud d'ona múltiple per a la identificació de fonts gamma galàctiques.
És membre de la Unió Astronòmica Internacional.
Des de 1997 Patrizia Caraveo és professora contractual a la Universitat de Pavia on realitza el curs d'«Introducció a l'astronomia».
El seu marit era Giovanni Bignami, que va morir el 24 de maig de 2017.

## Resultats científics
Els primers deu anys d'investigació es van dedicar gairebé íntegrament a l'anàlisi i interpretació de les dades d'astronomia gamma recollides pel satèl·lit Cos-B i des de l'inici de l'activitat en astronomia de raigs X amb l'anàlisi de les dades recollides per l'Observatori Einstein i EXOSAT.
En el període següent, els interessos es van ampliar per incloure tota l'astronomia multilongitud d'ona, especialment l'astronomia òptica i el treball d'interpretació dels resultats obtinguts.
Des del seu treball de tesi, Patrizia Caraveo ha participat en la intensa campanya d'observacions de diverses longituds d'ona que va portar al descobriment i la comprensió de Geminga. Això requeria l'ús de tots els instruments disponibles a terra i a l'espai: SAS-2, HEAO-1, Cos-B, Einstein, EXOSAT, Ginga, ROSAT, EGRET, EUVE, ASCA, HST, Hipparcos, XMM-Newton, Chandra, així com telescopis terrestres com ara el VLA, el CHFT i els telescopis de l'ESO de 3,6 m del NTT fins al VLT.
Els resultats sobre Geminga han obert un nou capítol en astrofísica d'alta energia: l'estudi de fonts gamma no identificades, ara un tema de recerca important per part de diversos grups d'arreu del món. La identificació de Geminga amb una estrella de neutrons aïllada, la primera que no mostra cap evidència d'emissió de ràdio, ha obert el camí per a un estudi més general de la fenomenologia de raigs X i òptica de diversos púlsars. Paral·lelament a la identificació òptica i l'estudi dels colors de gairebé totes les estrelles de neutrons amb homòlegs òptics, Patrizia Caraveo i el seu grup s'han dedicat a mesurar els seus moviments propis i les seves distàncies, juntament amb l'estudi de la relació entre les estrelles de neutrons juvenils i les restes de les supernoves. Amb la mesura del desplaçament paral·làctic de Geminga, Patrizia Caraveo va obtenir la primera mesura òptica de la distància d'una estrella de neutrons aïllada. La correlació de les dades d'Hipparcos amb les imatges del HST, que va permetre obtenir la posició absoluta de la contrapart òptica molt feble de Geminga, va ser escollida per l'ESA com una dels 30 casos d'èxit presentats a la conferència ministerial del maig de 1999.
La millora de les tècniques d'anàlisi de dades del Telescopi Espacial Hubble ha permès mesurar el moviment adequat del Púlsar del Cranc i, posteriorment, el moviment i paral·laxi adequats del Púlsar de Vela. En ambdós casos, es va observar una alineació significativa entre la direcció del moviment adequat i els raigs X originats a les zones polars d'aquestes dues estrelles de neutrons. Aquesta alineació té implicacions profundes per a la física de les explosions de supernoves, ja que demostra que la velocitat de les estrelles de neutrons està relacionada amb una asimetria axial en l'explosió de la supernova, basada en la teoria del «pulsar kick».
Mitjançant el telescopi XMM-Newton, Patrizia Caraveo va contribuir a la primera mesura directa del camp magnètic d'una estrella de neutrons aïllada, gràcies al descobriment de línies d'absorció relacionades amb la ressonància de ciclotró a les dades de la font 1E1207-59, una estrella de neutrons al centre d'un romanent de supernova però sense una contrapart de ràdio. La gran sensibilitat de XMM-Newton també ha permès obtenir dos nous resultats espectaculars sobre Geminga. En primer lloc, el descobriment que l'estrella, mentre es mou amb velocitat supersònica en el medi interestel·lar, genera una ona de xoc que produeix un autèntic rastre de raigs X. Aquest rastre permet sondejar tant la densitat del medi interestel·lar com l'energia dels electrons accelerats per la font. El resultat, publicat a Science el 5 de setembre de 2003 (que va dedicar la portada a XMM-Newton), va tenir una gran cobertura a la premsa italiana i mundial. Les observacions realitzades a través de Chandra també van revelar una cua a menor escala seguint el púlsar perfectament alineada amb el seu moviment adequat. Podria ser la PWN (Pulsar Wind Nebula) de Geminga. Tot i que diversos altres púlsars tenen cues «cometàries» d'aquest tipus, l'acoblament entre les grans estructures revelades per XMM-Newton i la nova cua observada per Chandra és absolutament inèdita.
Les estadístiques acumulades gràcies a XMM-Newton van permetre a Patrizia Caraveo fer el segon pas endavant en la comprensió de Geminga gràcies a la possibilitat d'estudiar l'espectre de la font en funció de la fase. Això va revelar que part de l'emissió de l'estrella es deu a un petit punt calent que gira amb l'estrella. El resultat, publicat a Science el 16 de juliol de 2004, és de gran importància per entendre la física de les estrelles de neutrons. La tècnica desenvolupada per a Geminga també s'està aplicant a altres estrelles de neutrons.
Geminga ja no és l'únic exemple de púlsar sense emissió de ràdio. El satèl·lit Fermi en va descobrir desenes demostrant que les prediccions fetes a partir de la fenomenologia de Geminga eren bàsicament correctes.
Després de la publicació del catàleg de fonts gamma detectades per Fermi, Patrizia Caraveo va coordinar un programa d'òptica X centrat en l'estudi de fonts gamma no identificades per tal de trobar fonts amb una relació X/òptica molt alta, un dels signes característics de les estrelles de neutrons.

## Activitats de coordinació
A més de l'anàlisi de dades, Patrizia Caraveo va participar en l'estudi i la planificació de noves missions espacials. Va formar part del Grup de Treball d'Astronomia de l'ESA i va contribuir a l'estudi i selecció de noves missions.
Després de la seva implicació en l'espectròmetre d'INTEGRAL, Patrizia Caraveo va formar part del grup que proposava la participació de l'ESA al NGST i va coordinar, en nom de l'ESA, l'estudi d'«On board data handling» (tractament de dades a bord), com a possible contribució de l'ESA a la missió. Paral·lelament, Patrizia Caraveo va participar en el desenvolupament de noves missions d'astrofísica d'alta energia: la missió AGILE de l'Agència Espacial Italiana (ASI) i les missions Swift i GLAST de la NASA, per a les quals ocupa el càrrec de coinvestigadora.
A més, Patrizia Caraveo és responsable del contracte ASI destinat a finançar les activitats astrofísiques relacionades amb la missió GLAST (ara Fermi) de la NASA.
Dins d'ASTRONET, Patrizia Caraveo va ser copresidenta del Panell dedicat a l'astrofísica d'alta energia.
Patrizia Caraveo va ser coordinadora adjunta del panel aeroespacial del Programa Operatiu Nacional d'Itàlia (PON).
Actualment és responsable de la participació de l'INAF al Cherenkov Telescope Array.

## Premis
Com a membre de la col·laboració Swift, Fermi i AGILE, va compartir amb els seus companys el Premi Bruno Rossi de laSocietat Astronòmica Americana (AAS) el 2007, 2011 i 2012.
Per les contribucions fetes a la comprensió de l'emissió d'alta energia d'estrelles de neutrons, el 2009 va rebre el Premi Nacional President de la República d'Itàlia.
El març de 2014 va rebre el premi Outstanding Achievement Award de les dones a l'aeroespacial-Europa.
El juny de 2014 Thomson Reuters la va incloure a la llista d'Highly Cited Researchers (Investigadors molt citat) per a la disciplina «Ciència espacial».
El desembre de 2016 se li va concedir l'honor de Comandant de l'Ordre del Mèrit de la República Italiana.
Va ser inclosa a la llista de 100 experts STEM en el projecte «100 dones contra els estereotips per a la ciència».

## Publicacions
- Caraveo, Patrizia. Uomini e donne: stessi diritti? (en italià).  Roma: Castelvecchi, 2017. ISBN 9788869447105.
- Caraveo, Patrizia «L'universo violento» (en italià). Corriere della Sera (Lezioni di Fisica) [Milà], 2018.
- Caraveo, Patrizia. Conquistati dalla Luna (en italià).  Raffaello Cortina Editore, 2019. ISBN 9788832850918.
- Caraveo, Patrizia. Il cielo è di tutti (en italià).  Il Dedalo, 2020. ISBN 9788822016027.
- Caraveo, Patrizia. Sidereus Nuncius 2.0. I messaggeri celesti della nuova astronomia (en italià), 2021. ISBN 9788861848429.